# ロバート・ウィリアム・コウマー

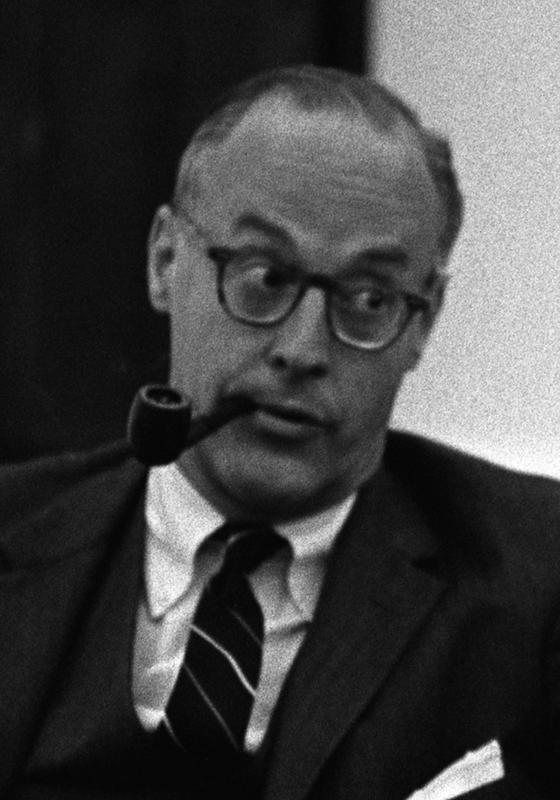
ロバート・ウィリアム・コウマー

ロバート・ウィリアム・コウマー（Robert William Komer, 1922年2月23日 - 2000年4月9日）は、アメリカ合衆国の政治家。ベトナム戦争における和平工作の主要人物であり、市民の平定を目的とする「革新のための市民行動委員会」を組織した。

## 生涯
イリノイ州シカゴにて誕生。ミズーリ州セントルイスにて育ち、ハーバード大学を卒業。第二次世界大戦時代は従軍し、1947年に中央情報局に参加。
国家安全保障会議職員として勤務し、マクジョージ・バンディを補佐。バンディの退任後は、暫定的に後を継いで国家安全保障担当補佐官代行を務めた。その後コウマーはベトナム戦争の和平工作任務に就いた。
コウマーはベトナムにおいてフェニックス計画を指揮。中央情報局主導の作戦であり、コウマーは後に20,587名の暗殺を自ら証言した。思想家ノーム・チョムスキーはフェニックス計画における死亡者数について反論し、コウマーの在任中に推定6万人が殺害されたと主張した。またチョムスキーはコウマーについて、伝説的に「非常に凶悪なタイプ」の「冷戦の軍人」とも見なした。
1968年12月から1969年5月まで在トルコ大使。1979年10月から1981年1月まで国防次官（政策担当）。